# Клер Форлани
Клер Форлани (енгл. Claire Forlani; Лондон, 17. децембар 1971) је енглеска глумица.

## Биографија
Рођена у Твикенаму (Лондон, Енглеска), од оца Пијера Форланија (Италијан) и мајке Барбаре (Енглескиња). Са једанаест година уписује Arts Educational School у Лондону, где је учила глуму и плес. Касније је играла на позоришту у представама The Nutcracker и Orpheus in the Underworld.
Са својим родитељима се преселила у Сан Франциско (САД), 1993. године, да би касније била унајмљена у ТВ мини-серији J.F.K.: Reckless Youth и у филму Полицијска академија: Мисија Москва. После тога су уследиле улоге у познатим филмовима као што су: Стена са Николасом Кејџом и Упознајте Џоа Блека са Бредом Питом и Ентонијем Хопкинсон у главним улогама. Касније је уследила романтична комедија Момци и девојке са Фредијем Принцом Џуниором, а играла је и са Џекијем Ченом у филму Медаљон.

## Приватни живот
Била је у вези са глумцима: Бенисијем дел Тором, Џоном Кјузаком, Бен Стилером и Бред Питом. Тренутно је заручена за Дагарија Скота.

## Филмографија
| Улоге Клер Форлани |                                     |               |                  |          |
| Година             | Српски назив                        | Изворни назив | Улога            | Напомена |
| 2006.              |                                     |               | Верити Фо        |          |
| 2006.              |                                     |               | Дорис Фриман     |          |
| 2005.              |                                     |               | Изабела Париш    |          |
| 2005.              |                                     |               | Шанон Данам      |          |
| 2004.              |                                     |               | Мери Малон Џоунс |          |
| 2003.              | Медаљон                             |               | Никол Џејмс      |          |
| 2001.              |                                     |               | Алис Полсон      |          |
| 2000.              | Момци и девојке                     |               | Џенифер Бероуз   |          |
| 1999.              |                                     |               | Моника           |          |
| 1998.              | Упознајте Џо Блека                  |               | Сузан Париш      |          |
| 1996.              |                                     |               | Џина Кардинале   |          |
| 1996.              | Стена                               |               | Џејд Ангело      |          |
| 1995.              |                                     |               | Бранди Свенинг   |          |
| 1994.              | Полицијска академија: Мисија Москва |               | Катрина          |          |

### Познати глумци са којима је сарађивала
- Бен Афлек (Mallrats)
- Николас Кејџ (Стена)
- Шон Конери (Стена)
- Ед Харис (Стена)
- Бред Пит (Упознајте Џоа Блека)
- Ентони Хопкинс (Упознајте Џоа Блека)
- Џеки Чен (The Medallion)